# Caesar IV
Caesar IV släpptes 2006 och är det fjärde spelet i Caesar. Spelet är ett strategispel som utspelar sig i Romerska riket. En skillnad från föregångarna är att Caesar IV använder sig av 3D-grafik.

## Handling
Spelaren får i uppgift att bygga en huvudstad i en romersk provins. Längre fram i spelet kan man ta sig an fler provinser, med målet att bli romersk kejsare. Huvuduppgifterna är att planera och bygga upp sin stad, samt försvara den mot barbarer som försöker plundra staden. Som onlinespel finns två olika lägen. I "Caesar's Challenge" tävlar spelarna om vem som är bästa guvernören, och i "Empire Mode" kan man bygga upp och utöka sin egen provins genom att ladda ner scenarier.